# Jorge Guasch
Jorge Guasch (17 de gener de 1961) és un exfutbolista paraguaià.

## Selecció del Paraguai
Va formar part de l'equip paraguaià a la Copa del Món de 1986.